# Gem (Kansas)
Gem è un comune degli Stati Uniti d'America, situato nello Stato del Kansas, nella contea di Thomas.